# Bab'e carstvo
Bab'e carstvo (Бабье царство) è un film del 1967 diretto da Aleksej Aleksandrovič Saltykov.